# 微型小说
微型小說又名小小說、袖珍小說或極短篇小說等，是英文「Flash Fiction」的直譯，原為短篇小說的分支，是順應現代人繁忙生活而發展成一種篇幅短小的小說，約1000字到3000字之間。
微型小說跟一般小說一樣重視故事背景、個人形象、人物心理、敘事節奏，可以是轉折雖少意境深遠，或轉折雖多卻清晰動人，讓人有接近中篇小說感想的作品。美國文學批評家羅伯特·奧伯佛斯特 （Robert Oberfirst）提出：微型小說應具備三大要素：構思新奇、情節完整、結尾出人意料，所以優秀的微型小说常會在文末冒出一大出人意表的結局。
微型小說發展初期曾引起大量文人投入，因而手法並不固定，算是新興體裁。但也因篇幅太小，不好發揮，使不少作家放棄。現代有學者認定神話、傳奇、變文、靈異故事和字數少的話本等屬於小小說。但也有人認為微型小說是近代名詞，是短篇小說分支，受過現代長篇小說影響。若做學術討論並不適合概括神話、傳奇、話本小說等具有早期發展特色作品。
微型小說爭議除了學術定位，還包括字數。對於漢語文化圈而言，由於微型小說是歐美傳入的觀念，從一開始與盎格魯世界相同的1000字以下，到考量漢語白話文敘述的3000字都有人提出。在華語文學中，一般要求出版社或書局會要求微型小说篇幅至少要在3000字內，一般多為2500字內，以避開短篇小說（3000字）爭議，較嚴謹的出版商可能會要求在1500字以下。

## 作家
- 欧·亨利，代表作《耶誕禮物》、《警察與讚美詩》、《最後一片葉子》